# Live at Budokan (álbum de Ozzy Osbourne)
Live at Budokan é um CD/DVD lançado por Ozzy Osbourne em 25 de Junho de 2002. Foi gravado no Budokan Hall em 15 de Fevereiro do mesmo ano em Tóquio, Japão.

## Faixas
| N.º            | Título                             | Compositor(es)                           | Duração |  |
| 1.             | "I Don't Know"                     | Daisley, Osbourne, Rhoads                | 5:52    |  |
| 2.             | "That I Never Had"                 | Frederiksen, Holmes, Osbourne, Trujillo  | 4:12    |  |
| 3.             | "Believer"                         | Daisley, Osbourne, Rhoads                | 4:56    |  |
| 4.             | "Junkie"                           | Frederiksen, Holmes, Osbourne, Trujillo  | 4:17    |  |
| 5.             | "Mr. Crowley"                      | Daisley, Osbourne, Rhoads                | 6:45    |  |
| 6.             | "Gets Me Through"                  | Osbourne, Palmer                         | 4:15    |  |
| 7.             | "Suicide Solution (apenas no DVD)" |                                          |         |  |
| 8.             | "No More Tears"                    | Castillo, Inez, Osbourne, Purdell, Wylde | 7:14    |  |
| 9.             | "I Don't Want To Change The World" | Castillo, Kilmister, Osbourne, Wylde     | 4:14    |  |
| 10.            | "Road To Nowhere"                  | Castillo, Osbourne, Wylde                | 5:52    |  |
| 11.            | "Crazy Train"                      | Daisley, Osbourne, Rhoads                | 6:01    |  |
| 12.            | "Mama In Coming Home"              | Kilminister, Kilmister, Osbourne, Wylde  | 4:38    |  |
| 13.            | "Bark At The Moon"                 | Osbourne                                 | 4:29    |  |
| 14.            | "Paranoid"                         | Butler, Butler, Iommi, Osbourne, Ward    | 3:49    |  |
| Duração total: | Duração total:                     | Duração total:                           | 66:27   |  |

## Créditos
- Ozzy Osbourne – vocal
- Zakk Wylde – guitarra
- Mike Bordin – bateria
- Robert Trujillo – baixo
- John Sinclair - Teclado(Sintetizadores)